# Discurso fúnebre de Demóstenes
El discurso fúnebre de Demóstenes fue un discurso pronunciado en algún momento entre agosto y septiembre de 338 a. C., después y a consecuencia de la batalla de Queronea de ese mismo año.

## Trasfondo histórico
En 338 a. C., Filipo derrotó a un ejército combinado de Atenas y Tebas, consiguiendo con ello asegurar la hegemonía macedonia sobre Grecia. Filipo, sin embargo, fue indulgente de cara a los atenienses, e incluso propuso un nuevo tratado de paz cuyos términos eran bastante favorables para el bando derrotado. Demóstenes, por su parte, impulsó la fortificación de Atenas y fue elegido por la Ekklesía para pronunciar el tradicional discurso fúnebre en honor a los atenienses que habían perdido la vida luchando por su ciudad. Demóstenes fue elegido para este honor en lugar de otros políticos contemporáneos como Esquines o Démades, que defendían políticas más afines a las del rey de Macedonia. Esto demuestra la influencia política que tenía Demóstenes en Atenas, a pesar de que su política anti-macedonia había tenido como resultado una derrota total de la ciudad.
Demóstenes se mostró orgulloso de haber recibido este honor en su discurso Sobre la Corona, en el que atacó a Esquines con las siguientes palabras:

Nuestra ciudad me debe, Esquines, tanto el inicio como el éxito de muchas grandes y nobles empresas; y no fue inconsciente de ello. Es prueba de su gratitud el que, cuando el pueblo quiso que alguien hablase sobre los cuerpos de los muertos, poco después de la batalla, tu fueses nominado pero ellos no te eligiesen, a pesar de tu bella voz, ni a Démades, aunque hacía poco había acordado la paz, ni a Hegemon, ni a nadie de tu partido: me eligieron a mí. Entonces tu apareciste, y Pythocles contigo --y, ¡gracias a los Cielos!, que impúdicas y ordinarias fueron tus palabras-- haciendo las mismas acusaciones que has repetido hoy; pero, a pesar de toda tu grosería, me eligieron a mí en cualquier caso.

## El discurso

### Esquema del discurso
- Preámbulo
- Párrafo 1: Dificultades de la tarea asignada.
- Párrafo 2: Propósito del discurso.
- Contenido principal
- Párrafos 3-35: Alabanza a la valentía de los atenienses - Fueron derrotados por su mala suerte y por los errores cometidos por los tebanos - Alabanza de la democracia ateniense.
- Epílogo
- Párrafos 36-37: Los muertos son poseedores de honores inmortales.

### Contenido
En el preámbulo, el orador declara su intenció de no sólo alabar la valentía de aquellos que perdieron su vida en el campo de batalla, sino también de mencionar los logros de sus ancestros (2). 
Al comienzo de la parte principal del discurso, subraya que los atenienses son conocidos por su caballerosidad (7) y por ser los hijos autóctonos de esta tierra (4). Expone entonces la historia mitológica de la ciudad (8-11) y enlaza su discurso con los logros de aquellos que murieron en el campo de batalla (12). Alaba sus virtudes y su valor (15). Mantiene que los atenieneses fueron los primeros en vislumbrar el poder creciente de Macedonia y que demostraron un buen juicio unido a un espíritu por el bien común (18). Según el orador, sus compatriotas tienen que agradecer al valor de estos hombres, así como a la insensatez de sus oponentes, el hecho de que Filipo no llegase a poner el pie en su tierra (20). Después de todo, Demóstenes considera como responsables de la derrota a aquellos a quien los tebanos eligieron para comandar al ejército (22), mientras que cree que la libertad de todo el mundo griego ha sido preservada en las almas de estos hombres (23). En los siguientes párrafos, el orador enlaza la virtud de estos hombres con la forma de gobierno ateniense (25). Por vergüenza ante la idea de los reproches que habrían recibido de no actuar así, aceptaron como hombres la amenaza que surgía de sus enemigos, y eligieron una muerte noble en lugar de una vida en desgracia (26). Según el orador, es imposible que aquellos que cometen unos actos tan vergonzosos puedan apaciguar a todos los ciudadanos (26). Demóstenes menciona entonces en detalle el papel de las triubs atenienses, que educaron a estos valientes (27). Luego menciona que los familiares vivos de las víctimas merecen su simpatía y respeto (32). Por tanto, los hijos de esos hombres deberán ser protegidos con honor, y sus padres deberán gozar de distinción (33). El orador declara que los muertos deberán sentarse ahora junto con los dioses, poseyendo el mismo rango que los hombres valientes que les precedieron en las islas de los bendecidos (34).
En el epílogo, Demóstenes afirma que es un hecho doloroso para los padres y las madres el ser privados de sus hijos, y que a su avanzada edad no tengan el cuidado de aquellos más cercanos y queridos para ellos, pero que es un privilegio y un orgullo contemplarles como poseedores de honores inmortales y objeto de un memorial a su valor erigido por el Estado, siendo merecedores de sacrificios y juegos para todos los tiempos futuros (36). El orador termina su discurso diciendo que es doloroso que los niños sean huérfanos de padre, pero que es algo hermoso ser el heredero de la fama de su padre (37). Por último, refiriéndose a sí mismo, añade que no ha sido su intención hacer un discurso largo, sino decir la verdad (37).

## Autoría del discurso
Dionisio de Halicarnaso cuestionó la autoría del discurso fúnebre de Demóstenes y afirmó que su estilo no tiene la calidad suficiente como para ser de ese autor. La opinión de Dionisio está apoyada por varios estudiosos modernos, incluyendo a Friedrich August Wolf.
Por otro lado, el historiador griego Ioannis Sykoutris intentó probar que el discurso es una obra genuina del político ateniense, y otro estudioso griego, Ioannis Kalitsounakis, apoyó su argumentación insistiendo en la psicología del orador en el momento de pronunciar el discurso.